# Dowództwo Sojuszniczych Sił Morskich MARCOM
Sojusznicze Dowództwo Sił Morskich (ang. Allied Maritime Command MARCOM) – sojusznicze dowództwo NATO podległe Dowództwu Sił Sojuszniczych NATO ds. Operacji ACO.

## Charakterystyka
Dowództwo morskie HQ MARCOM zapewnia mobilne możliwości dowodzenia połączonymi operacjami morskimi. Jest odpowiedzialne za ich zaplanowanie i przeprowadzanie. W 2013 nadzorowało między innymi operację antypiracką „Ocean Shield” i operację antyterrorystyczną „Active Endeavour”.  Dowództwo prowadzi  wszechstronną analizę sytuacji w obszarze morskim prowadzenia operacji i jest gotowe dowodzić morską operację typu SJO. Prowadzi też ćwiczenia morskie, których celem jest certyfikacja operacyjna jednostek w składzie NRF i różnych kwater dowodzących nimi. Po zamknięciu Dowództwa Sojuszniczych Sił Morskich w Neapolu, Dowództwo MARCOM dowodzi wszystkimi czterema Stałymi Zespołami Okrętów NATO (Standing Maritime Groups).

## Struktura organizacyjna
W 2012
- Sojusznicze Dowództwo Sił Morskich MARCOM – Northwood
  - Dowództwo Morskich Sił Powietrznych COMMARAIR [a]
  - Dowództwo Sił Podwodnych COMSUBNATO[b].
  - Centrum Żeglugowe NATO NSC[c].
  - Zespoły okrętów
    - Stały Zespół Okrętów NATO SNMG1
    - Stały Zespół Okrętów NATO SNMG2
    - Stały Zespół Obrony Przeciwminowej NATO SNMCMG1
    - Stały Zespół Obrony Przeciwminowej NATO SNMCMG2

## DowódcyMARCOM
| Stopień, imię i nazwisko | Czasokres   |
| ------------------------ | ----------- |
| adm. George Zambellas    | 2012 – 2013 |
| wiceadm. Peter Hudson    | 2013 – 2015 |
| wiceadm. Clive Johnstone | 2015 – 2019 |
| wiceadm. Keith Blount    | 2019 – 2022 |
| wiceadm. Mike Utley      | 2023 –      |